# Altmühlsee (Schiff)
Die Altmühlsee ist ein Fahrgastschiff, das seit 2001 jährlich circa 35.000 Passagiere über den im Fränkischen Seeland in Bayern gelegenen Altmühlsee befördert.

## Geschichte
Das Schiff wurde auf Bestellung der Städtischen Forggensee-Schiffahrt Füssen 1985 unter der Baunummer 96 auf der Lux-Werft in Mondorf am Rhein gebaut und erhielt zunächst den Namen Stadt Füssen. Es ist ein sogenannter Kopflander, bei dem der Zustieg über eine Klappe im Vordersteven erfolgt. Dies ermöglicht schnelles An- und Ablegen im Fährbetrieb, zudem ist der Einstieg stufenlos.
Der Neubau ersetzte die beiden kleinen und noch aus dem Jahr 1954 stammenden Schiffe Füssen und Roßhaupten, die lediglich 65 bzw. 35 Fahrgäste befördern konnten. Die Forggensee-Schiffahrt setzte die Stadt Füssen zusammen mit der Allgäu von Juni bis Oktober für kleine und große Rundfahrten sowie für Sonder- und Charterfahrten ein. 2001 verkaufte sie die Stadt Füssen und ersetzte sie durch die größere Füssen.
Käufer des Schiffes war der Zweckverband Altmühlsee, der dem Schiff den Namen Altmühlsee gab und seitdem auf dem gleichnamigen See einsetzt.

## Technische Daten
Das Schiff ist für 130 Passagiere zugelassen. Es hat drei Passagierdecks: Auf dem Sonnendeck haben 40 Fahrgäste Platz, auf dem Achterdeck 40 Fahrgäste und der Salon hat 50 Sitzplätze. Die Länge des Schiffes beträgt 23,30 m, es ist 5,58 m breit und hat einen Tiefgang von 1,20 m.
Das Schiff wird von einem Klöckner-Humboldt-Deutz-Dieselmotor mit einer Leistung von 123 kW bei 1400/min angetrieben, der auf einen Schottel-Ruderpropeller wirkt. Die Fahrtgeschwindigkeit des Schiffes beträgt 14 km/h – dies entspricht etwa 8 Knoten.

## Fahrtroute und Anlegestellen
Der Altmühlsee verfügt über verschiedene Anlegestellen, welche die Altmühlsee in Form einer Rundlinie auf ihrer circa einstündigen Fahrt anfährt. Diese sind:
- Seezentrum Schlungenhof (bei Gunzenhausen Stadt; Heimathafen und Ausgangspunkt)
- Surfzentrum Schlungenhof
- Seezenrum Muhr am See
- Seezentrum Wald
- Hirteninsel

Die Rundlinie endet mit einer Rückkehr zum Heimathafen Schlungenhof. 